# Francesca Cantini
Francesca Cantini (Firenze, 2 dicembre 1978) è una giornalista e conduttrice televisiva italiana.

## Biografia
Francesca Cantini è nata il 2 dicembre 1978 a Firenze, fin da piccola ha coltivato la passione per il giornalismo.

## Carriera
Francesca Cantini dal 25 novembre 2009 è giornalista professionista, dopo che il 20 aprile 2007 si è iscritta all'albo dei giornalisti. Ha iniziato la sua carriera in radio, poi ha lavorato in Toscana per il canale Toscana TV, oltre ad aver condotto programmi per il canale T9. Inoltre ha collaborato con Rete Oro e ha fatto esperienza anche all’estero, ad Abu Dhabi dove si occupava del settore sportivo, in particolare del calcio italiano.
Dal 2016 viene assunta nella redazione del TG5 di Roma, sotto la direzione di Clemente J. Mimun, dove nel 2015 ha condotto il TG5 Minuti andata in onda su Canale 5 tra le 17:50 e le 18:00, nel 2016 e dal 2021 conduce il TG5 Prima Pagina e in seguito dal 2021 conduce l'edizione delle 8:00 del TG5, mentre nel 2016, nel 2021 e nel 2022 ha condotto anche l'edizione Flash in onda alle 10:50; e oltre alla conduzione del telegiornale ricopre anche il ruolo di inviata. Nel 2019 ha partecipato alla presentazione del libro A Mani Nude di Filippo Gatti. Il 30 settembre 2021 ha partecipato alla presentazione del libro C'era una volta il #selfie sempre di Filippo Gatti.

## Programmi televisivi
- TG5 Minuti (Canale 5, 2015-2016)
- TG5 Prima Pagina (Canale 5, 2016, dal 2021)
- TG5 (Canale 5, dal 2021)
- TG5 Flash (Canale 5, 2016, 2021-2022)

## Redazioni
- Toscana TV
- T9
- Rete Oro
- TG5 (Canale 5, dal 2015)